# Roberto Moscatelli
Roberto Moscatelli (Genova, 30 maggio 1895 – Genova, 15 settembre 1980) è stato un velista italiano.
Rappresentò l'Italia nella categoria 6 metri  di vela ai Giochi della VIII Olimpiade che si tennero dal 21 al 26 luglio 1924 a Le Havre. 
Si trattò della prima volta assoluta in cui l'Italia partecipava a una gara di questo sport durante i Giochi. L'equipaggio era composta, oltre che da Moscatelli, da Carlo Nasi e Cencio Massola ed ottenne il settimo posto finale nella  categoria 6 m.

## Fonti
- (EN) Roberto Moscatelli Bio, Stats, and Results, in Olympic Sports, Sports-Reference.com. URL consultato il 6 marzo 2015 (archiviato dall'url originale il 18 aprile 2020).
- (FR) Les Jeux de la VIIIe Olympiade Paris 1924:rapport official (PDF), Paris: Librairie de France, Comité Olympique Français, 1924. URL consultato il 6 marzo 2015 (archiviato dall'url originale il 21 aprile 2013).
- I protagonisti azzurri della vela olimpica, su azzurridigloria.com. URL consultato il 28 marzo 2020.